# Étain 100
table
L'étain 100, de symbole 100
 50Sn ou simplement 100Sn, est l'isotope de l’étain dont le nombre de masse est égal à 100 : son noyau atomique compte 50 protons et 50 neutrons avec un spin 0+. Sa masse atomique étant de 99,939 g/mol, son excès de masse est de −57 150 ± 240 keV et son énergie de liaison par nucléon de 8 251,6 ± 2,4 keV.
Ce nucléide est particulier pour deux raisons :
- il est constitué d'un nombre magique à la fois de protons et de neutrons, il est donc doublement magique ;
- il compte autant de neutrons que de protons (50 nucléons de chaque type, c'est même un nucléide α puisque 50 est pair), ce qui le rend déficitaire en neutrons pour un atome de cette taille (les isotopes stables de l'étain comptent au moins 62 neutrons).

Bien que doublement magique, l'étain 100 n'est pas stable, il présente une radioactivité β+ en raison de son déficit prononcé en neutrons, avec une période radioactive de 1,18 ± 0,08 s.
En revanche, sa nature doublement magique est peut-être à l’origine du fait que l’isotope 101Sn a une structure proche d'un noyau à halo, dans lequel un neutron est très faiblement lié à un cœur 100Sn : ce neutron a de ce fait une fonction d'onde distendue qui lui confère une probabilité significative de se trouver très au-delà de la limite du noyau définie par la force nucléaire. Ce type de structure est intéressant pour éprouver les modèles en couches des noyaux atomiques. Dans le cas de l’étain 101, cette observation est remarquable car les noyaux à halo de neutron s’observent pour les nucléides qui possèdent un fort excès de neutrons, alors que dans ce cas les neutrons sont au contraire en nombre insuffisant.